# Saillans
Saillans é uma comuna francesa na região administrativa da Nova Aquitânia, no departamento da Gironda. Estende-se por uma área de 6,26 km². Em 2010 a comuna tinha 401 habitantes (densidade: 64,1 hab./km²).